# Brother Blood
Brother Blood est le nom porté par deux personnages de fictions de l'univers DC Comics. Le premier Brother Blood est apparu dans le New Teen Titans vol 1 no 21 (1982), créé par Marv Wolfman et George Pérez.

## Biographies fictives

### Premier Brother Blood
Le premier Brother Blood rencontré par les Teen Titans était en réalité le huitième à porter le titre. Sept cents ans auparavant, un prêtre Zandien nommé Frère Sébastien avait tué un autre prêtre pour obtenir ce qu'il croyait être le châle de prière du Christ. Ce châle le rendit invulnérable et réduisit son âge, lui donnant une espérance de vie plus longue que la normale, mais il fut maudit : avant son centième anniversaire, il devait être tué par son fils. Ce qui arriva, et son fils, après l'avoir tué, devint le deuxième Brother Blood. Puis il se fit tuer par son fils à son tour, et ainsi de suite durant des siècles.
Le huitième Brother Blood était apparemment le premier désireux d'étendre le pouvoir de son église, l'Église du Sang (Church of Blood) en dehors de Zandia. Il voulait faire de cette église un pouvoir mondial. Elle commença donc à opérer en Amérique, et les Titans furent appelés à y enquêter lorsqu'une ex-petite amie de Cyborg tenta d'échapper au culte. En raison de la forte influence de l'Église du Sang, ils eurent du mal à se dresser contre elle, particulièrement lorsque l'opinion publique fut tournée contre eux par un reporter membre de cette Église.
Brother Blood lava le cerveau de Nightwing, et tenta de prendre le contrôle des pouvoirs de Raven. Ce fut finalement cette dernière qui le vainquit, détruisant apparemment son esprit. Son épouse, Mère Mayhem, donna naissance à une fille, laissant planer la suggestion que la malédiction était brisée.

### Deuxième Brother Blood
Plus tard, dans Outsiders (vol 3), Brother retourna à la criminalité. Cependant, peu après avoir créé son culte, il fut tué par un jeune homme, Sébastien, qui déclara être le nouveau Brother Blood. Cette version réapparaît plus tard dans Teen Titans vol 3.
Ce Brother Blood adolescent prenait en apparence toutes ses décisions sur les conseils de Mère Mayhem, mais il s'agissait en réalité d'une cultiste choisie au hasard et tuée si le conseil n'était pas celui qu'il voulait entendre. Il s'est aussi révélé posséder des facultés de vampirisme.
Il révéla que l'Église du Sang était basé sur le culte du démon Trigon, père de Raven. Pour cette raison, Blood comptait prendre Raven pour épouse. Cette dernière fut sauvée par les autres Titans, mais l'Église du Sang continua.
Brother Blood réapparait dans Teen Titans no 30, où il affirme que Lilith Clay est sa mère. Il ramène des morts Hawk et Dove, Phantasm, Kole et Aquagirl pour en faire ses propres Teen Titans. Il est finalement stoppé par Kid Eternity et envoyé au huitième niveau de l'Enfer, mais pas avant qu'il n'invoque les anciens Brother Bloods, qui lâchèrent toute leur haine et leur colère sur Sébastien.

## Pouvoirs
Le premier Brother Blood croisé par les Titans possédait, outre une durée de vie inhabituellement élevée, des pouvoirs d'hypnose et de sorcellerie. Il était immunisé contre la forme astrale de Raven grâce aux pouvoirs de son châle. C'était aussi un maitre de la manipulation, qui se nourrissait de la foi des membres de son église.
Le second Brother Blood, lui, possède des pouvoirs similaires à ceux d'un vampire : il tire sa force du sang, et acquiert les facultés de quiconque dont il boit le sang.
Tous deux sont des adversaires redoutables, suivis par de nombreux adorateurs fanatiques.

## Apparitions dans d'autres médias
Sauf indication contraire, les informations mentionnées dans cette section peuvent être confirmées par la base de données cinématographiques IMDb,  présente dans la section « Liens externes ».

### Teen Titans: Les Jeunes Titans
Brother Blood (interprété par John DiMaggio) apparaît en tant que principal antagoniste de la saison 3 de Teen Titans. Dans cette version, qui ne garde que très peu de chose du comics, il est le charismatique et sadique directeur de la HIVE Academy. Doté de puissants pouvoirs psychiques, il exerce un contrôle mental sur ses étudiants afin de les garder sous son emprise. Ses pouvoirs lui confèrent également toutes sortes d'autres facultés : télékinésie, téléportation, altération de la perception chez les autres, attaques d'énergie, attaques de réflexion ou augmentation de la puissance de ses coups. En plus de ses facultés, c'est un combattant extraordinairement doué au corps à corps.
Blood apparait dans l'épisode Déception, où Cyborg infiltre la HIVE Academy sous le nom de Stone en usant d'un hologramme pour camoufler ses prothèses. Brother Blood se révèle être conscient de sa véritable identité et lui offre de le rendre à nouveau complètement humain s'il accepte de le servir. Cyborg semble au départ accepter, mais révèle à la fin de l'épisode qu'il est immunisé contre le contrôle mental de Blood, son cerveau étant partiellement électronique, et détruit la HIVE Academy grâce à une amélioration apportée par Blood.
Dans Onde de choc, il est révélé que lorsque Cyborg avait piraté l'ordinateur de la HIVE Academy, ses empreintes avaient été relevées, permettant à Blood de connaître toutes ses faiblesses et de copier une partie de sa technologie, dont il se sert pour créer une version géante du canon sonique de Cyborg destinée à créer un raz-de-marée pour noyer la ville de Jump City. Le canon est détruit et Cyborg récupère le disque contenant les informations, mais Brother Blood se révèle avoir une mémoire visuelle stupéfiante et se souvient de tous les détails.
Brother Blood apparaît une dernière fois dans le double épisode Les Jeunes Titans de l'Est, où il prend d'assaut la Tour des Titans de l'Est au moyen de robots construits sur le modèle de Cyborg, prévoyant de faire de cette tour sa nouvelle HIVE Academy et des Titans de l'Est ses nouveaux élèves. Il utilise ses pouvoirs pour prendre le contrôle de Bumblebee, Más y Menos, Speedy et Aqualad et se fait opérer par le professeur Chang, devenant lui-même un cyborg afin d'améliorer ses facultés mentales.
Alors qu'il s'apprête à faire subir une opération similaire aux Titans de l'Est afin de les contrôler totalement, il est interrompu par l'arrivée des Jeunes Titans originaux et entraîne Cyborg dans un combat singulier. Bien qu'il ait l'avantage au départ, Cyborg l'emporte finalement et révèle que c'est en réalité son esprit qui lui permet de défier le contrôle mental de Blood.

Le producteur/scénariste David Slack a déclaré avoir fait en sorte, avec le reste de son équipe, que Brother Blood soit en quelque sorte un "Anti-Deathstroke" : « Là où Deathstroke se cache dans l'ombre, Brother Blood adore les projecteurs. Deathstroke a toujours un plan caché, Brother Blood vous dira toujours directement ce qu'il prépare. Il y a un certain contraste là-dessus ». Malgré ce contraste, Blood apparaît finalement comme étant à Cyborg ce que Deathstroke est à Robin.

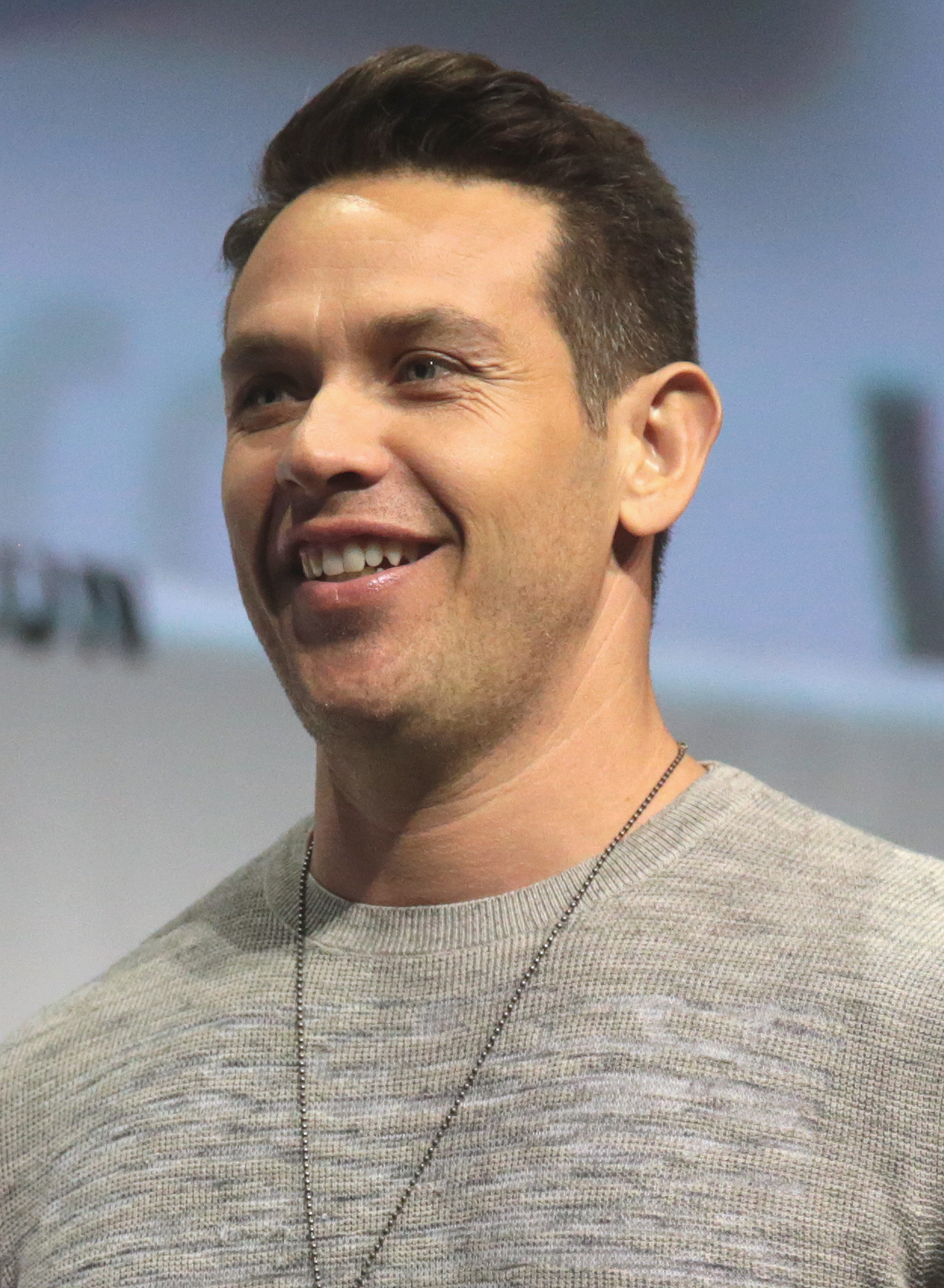
Kevin Alejandro incarne Sebastian Blood dans Arrow (2013-2014)

### Teen Titans: The Judas Contract
Brother Blood apparaît comme le principal antagoniste de Teen Titans: The Judas Contract, doublé par Gregg Henry. Dans ce film, il est le leader de HIVE, une secte cherchant à dominer l’humanité. Blood a engagé Deathstroke et Terra pour kidnapper les Teen Titans et absorber leurs pouvoirs afin de devenir un "dieu". Cependant, Nightwing (le seul Titan à avoir échappé à Deathstroke) et une Terra enragée d'avoir été trahie par Slade, contrecarrent son projet. Après avoir perdu ses pouvoirs, il sera tué par sa subordonnée, Mother Mayhem, qui mourra à son tour dans l'effondrement de la base HIVE provoquée par Terra.

### Arrow
Dans la saison 2 de la série Arrow, Brother Blood, de son vrai nom Sebastian Blood (Interprété par Kevin Alejandro) est un conseiller municipal qui a gravi les échelons à la suite de la destruction des Glades et se présentera comme candidat au poste de maire, le précédent ayant été tué lors d'une cérémonie par un groupe criminel se faisant appeler « les justiciers ». Il est révélé plus tard qu'il travaille pour Slade Wilson, les deux ayant passé un marché : Slade aide Blood à devenir maire, et en échange, celui-ci devra lui créer une armée de mercenaires grâce au sérum Mirakuru. Il est tué par Isabel Rochev pour avoir donné l'antidote du Mirakuru à Oliver Queen.